# Ігри героїв
Ігри героїв (англ. Games of Heroes) — єдина в Україні спортивно-тренувальна система для реабілітації ветеранів української армії після важких поранень].
Головна мета «Ігор героїв» — сприяти психологічному відновленню та фізичній реабілітації бійців ЗСУ. Також проєкт допомагає з соціальною адаптацією людям з інвалідністю, впроваджує та популярізує спортивний спосіб життя серед молоді, малозахищених і соціально вразливих верств населення.
Місія проєкту — пришвидшити повернення ветеранів до звичного життя. Задля цього розробляються спеціальні тренінгові програми з підтримкою від персональних інструкторів. У довгостроковій перспективі планується створення комплексного середовища для людей з інвалідністю, де вони могли б займатися спортом та підтримувати соціальні зв’язки. Проєкт прагне розвіяти хибні стереотипи про людей з інвалідністю та реінтегрувати їх у суспільство.

### Засновиники та керівники
Євген Коваль
Ініціатор та засновник проєкту, організатор масштабних змагань під егідою «Ігор Героїв» в Україні та на міжнародному рівні.
Роман Линдов
Активний учасник і призер змагань, керівник проєкту «Ігри Героїв». Під час Революції Гідності отримав опіки 30% поверхні тіла та втратив кисть лівої руки. Спорт та професійні заняття кросфітом допомогли Роману пройти реабілітацію і стати найсильнішим адаптивним атлетом в Україні. Зайняв третє місце на всесвітніх змаганнях з кросфіту для адаптивних атлетів у Канаді влітку 2018 року та четверте місце на змаганнях Wodapalooza у Маямі, США взимку 2019 року.
Юлія Коваль
Головний тренер проєкту. Займається фізичною реабілітацією учасників бойових дій з 2014 року. Є однією з перших і провідних адаптивних тренерок в Україні з відповідною сертифікацією, освітою та багатолітнім досвідом роботи.

### Історія проєкту
Перші змагання «Ігри Героїв» були проведені 21 травня 2016 року. Після започаткування проєкту змагання проходили щорічно до лютого 2022 року у різних містах України: Києві, Львові, Харкові, Одесі, Херсоні, Дніпрі та інших. В них брали участь ветерани АТО, бійці Збройних Сил України, Нацгвардії, спеціальних підрозділів та різних силових структур. За цей час понад 6500 ветеранів пройшли тренування на базі проєкту «Ігри Героїв».
Як це було Ігри Героїв у Києві
У січні 2023 року проєкт було відновлено після майже річної перерви. Основна концепція тренувань була перероблена, щоб надати пораненим ветеранам можливість займатися дистанційно і брати участь у реабілітаційних програмах онлайн. Задля цього була запущена платформа, на якій кожен учасник може вільно зареєструватися і почати безкоштовно займатися під наглядом персонального тренера.   
Система онлайн-тренувань є авторською, її розробили спеціально для «Ігор Героїв» тренери проєкту — Юлія Коваль і Валерій Кисіль. Вона направлена на пришвидшення відновлення після важких травм та ампутацій. Цей підхід є унікальним для України, оскільки поєднує заняття онлайн з індивідуальним тренерським підходом до кожного учасника, враховуючи характер травм. Після проходження повного курсу тренувань учасники навчаються як правильно виконувати вправи, а тому можуть продовжити тренуватися надалі самостійно.  

### Напрямки проєкту
Онлайн -тренування для ветеранів з важкими пораненнями та ампутаціями; записатися на курс і проходити програму можна дистанційно з будь-якої точки України чи світу. 
Спортивні змагання на міжнародному рівні. На період війни збірна «Ігор Героїв» бере участь у заходах, що проводяться за кордоном.
Програма навчання тренерів для підготовки більшої кількості спеціалізованих тренерів-реабілітологів з подальшою сертифікацією. Започаткована для розширення штату інструкторів, які могли б допомагати ветеранам швидше повернутися до звичного життя.

### Медіа Ігор Героїв
- Вебсайт
- Інстграм
- Фейсбук
- Подкаст

### Для преси
Контакт для співпраці за посиланням